# Monument aux morts de Mur-de-Barrez
Le monument aux morts de Mur-de-Barrez (Aveyron, France) commémore les soldats de la commune morts lors des conflits du XXe siècle.

## Caractéristiques
Le monument est érigé dans le centre de Mur-de-Barrez, contre le mur d'un petit bâtiment adossé à la tour de Monaco, une ancienne porte de ville. Il est constitué d'un haut-relief de bronze de 3,5 m de hauteur, encadré de deux colonnes en pierre de Volvic.
Le haut-relief représente un poilu de face, les bras écarté dans une posture christique, casqué.
Les noms des 71 soldats de la commune morts lors de la Première Guerre mondiale sont gravés dans le bronze, sous les bras du poilu. Une plaque de marbre, apposée sur la gauche, recense les noms de 3 soldats décédés lors de la Seconde Guerre mondiale,.

## Histoire
La construction du monument est décidée en 1921, à la suite de l'avis favorable de Casimir Croizet, architecte du département et des monuments historiques (la tour de Monaco, contre laquelle doit s'élever le monument, est en effet protégée au titre des monuments historiques). Les plans sont établis par l'architecte Eugène Vergnes. En 1922, le haut-relief est commandé au sculpteur Joseph Grandet, élève de Denys Puech et natif de Rodez, chef-lieu du département ; il est réalisé par la fonderie Rudier. Les travaux s'achèvent le 30 octobre 1923.
Le monument aux morts est inscrit au titre des monuments historiques le 18 octobre 2018. Il fait partie d'un ensemble de 42 monuments aux morts de la région Occitanie protégés à cette date pour leur valeur architecturale, artistique ou historique. Il est restauré cette même année.